# North Amherst
North Amherst é um lugar designado pelo censo localizado no condado de Hampshire no estado estadounidense de Massachusetts. No Censo de 2010 tinha uma população de 6.819 habitantes e uma densidade populacional de 1.235,49 pessoas por km².

## Geografia
North Amherst encontra-se localizado nas coordenadas 42° 24′ 24″ N, 72° 31′ 34″ O. Segundo o Departamento do Censo dos Estados Unidos, North Amherst tem uma superfície total de 5.52 km², da qual 5.51 km² correspondem a terra firme e (0.09%) 0.01 km² é água.

## Demografia
Segundo o censo de 2010, tinha 6.819 pessoas residindo em North Amherst. A densidade de população era de 1.235,49 hab./km². Dos 6.819 habitantes, North Amherst estava composto por 74.48% brancos, 4.47% eram afroamericanos, 0.18% eram amerindios, 15.46% eram asiáticos, 0.13% eram islenhos do Pacífico, 1.55% eram de outras raças e 3.72% pertenciam a dois ou mais raças. Do total da população o 5.46% eram hispanos ou latinos de qualquer raça.